# کمبه
کمبه (به لاتین: Kembé) یک زیستگاه انسانی در جمهوری آفریقای مرکزی است که در Basse-Kotto واقع شده‌است.